# Valderrebollo
Valderrebollo község Spanyolországban, Guadalajara tartományban. Valderrebollo Masegoso de Tajuña, Solanillos del Extremo, Brihuega, Barriopedro és Cogollor községekkel határos. Lakosainak száma 25 fő (2024).

## Népesség
A település népessége az utóbbi években az alábbiak szerint változott:
| Lakosok száma | 34   | 42   | 39   | 56   | 54   | 36   | 28   | 23   | 25   | 25   |
|               | 2001 | 2004 | 2006 | 2009 | 2011 | 2014 | 2016 | 2019 | 2021 | 2024 |